# Sovetski (Crimea)
|  | Per a altres significats, vegeu «Sovetski». |

Sovetski (ucraïnès: Совєтський, rus: Советский) és un assentament de tipus urbà (un possiólok) de la República Autònoma de Crimea a Ucraïna, que el 2019 tenia 10.267 habitants. És la seu administrativa del districte rural homònim. Fins al 1944 el municipi es deia Itxkí.